# Handball aux Jeux africains de 2019
Navigation
Brazzaville 2015 Accra 2023
Les compétitions de handball aux Jeux africains de 2019 ont lieu du 20 au 29 août 2019 à Casablanca au Maroc.
La compétition est remportée par l'Angola aussi bien chez les hommes (pour la 1re fois) et chez les femmes (pour la 7e fois).

## Médaillés
| Épreuves                      | Or | Argent | Bronze |
| ----------------------------- | --- | --- | --- |
| Tournoi masculin détails (en) | Angola Adelino Pestana Adilson Maneco Agnelo Quitongo Albino Cassange Cláudio Lopes Cláudio Chicola Custódio Gouveia Declerck Sibo Elsemar Pedro Feliciano Couveiro Gabriel Teca Giovane Muachissengue Manuel Nascimento Mário Tati Otiniel Pascoal Romé Hebo | Égypte Abd Aziz Ahab Abd Elfatah Ali Abdelrahman Taha Ahmed Rady Abdelrahman Mohamed (en) Kassem Ahmed Khaled Walid Omar Dahroug Omar El-Wakil (en) Omar Khaled Mohab Said Mohsen Ramadan Ramadan Shady Saif Hany Seif El-Deraa Shehab Ahmed      | Maroc Abderrahim Chouhou Amine Harchaoui Belhou Mourad Hamza Mannane Hassan Kacheradi Hicham Hakimi Icham Frid Jamal Ouaali Mehdi Alaoui Mohamed Miri Mohammed Bentaleb Mohammed Ezzine Mohammed Zaher Redouane Braout Saïd El Malki Yassine Belhou                      |
| Tournoi féminin détails (en)  | Angola Albertina Kassoma Azenaide Carlos Carolina Morais Claudete José Helena Paulo Helena de Sousa Iracelma Silva Isabel Guialo Janete Santos Juliana Machado Magda Cazanga Natália Bernardo Ruth João Teresa Almeida Vilma Silva Wuta Dombaxe               | Cameroun Adjani Ngouoko Anne Essam Berthe Abiabakon Claudia Eyenga Génie Fedjou Gisele Nkolo Jacqueline Mossy Jacky Baniomo Jasmine Yotchoum Liliane Kamga Marie-Paule Balana Marie Tenang Noëlle Mben Vanessa Djiepmou Vicky Pokop Yolande Touba | RD Congo Grace Zoubalela Consolate Feza Micheline Mukoko Christianne Mwasesa Raissa Yalibi Prescyllia Engala Diane Louoba Lydia Kasangala Rabby Ifaso Falonne Yabon Carine Ngombo Cynthia Liandja Isaure Mosabau Grâce Shokkos Songa Francoise Kashala Roseline Ngo Leyi |

## Tableau des médailles
| Rang  | Nation                           | Or | Argent | Bronze | Total |
| ----- | -------------------------------- | -- | ------ | ------ | ----- |
| 1     | Angola                           | 2  | 0      | 0      | 2     |
| 2     | Cameroun                         | 0  | 1      | 0      | 1     |
| 2     | Égypte                           | 0  | 1      | 0      | 1     |
| 4     | République démocratique du Congo | 0  | 0      | 1      | 1     |
| 4     | Maroc                            | 0  | 0      | 1      | 1     |
| Total | Total                            | 2  | 2      | 2      | 6     |